# Font del Canalet
La font del Canalet és una font del terme municipal de Castell de Mur, en territori del poble de Cellers, de l'antic municipi de Guàrdia de Tremp. És a 397 msnm., a l'esquerra del barranc de la Gessera. És a poc més de 600 metres al nord-oest del poble de Cellers, al nord de la plana de Carrió i ran del camí de Canalets.